# Sonet 64 (William Szekspir)

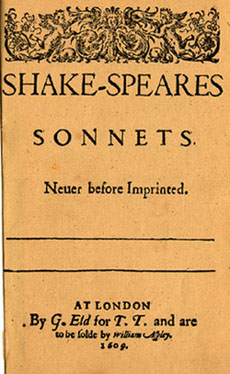
Strona tytułowa pierwszego wydania sonetów Shakespeare’a

Sonet 64 (Gdy widzę, jak ślad dumnych wieków ginie) – jeden z cyklu sonetów autorstwa Williama Shakespeare’a. Po raz pierwszy został opublikowany w 1609 roku.

## Treść
W sonecie tym podmiot liryczny, który przez niektórych badaczy jest utożsamiany z autorem, obserwuje wokół siebie liczne zmiany. Stwierdza też, że jego ukochany tajemniczy młodzieniec kiedyś przeminie, podobnie jak inne wspaniałości obecne na świecie.